# Соммакампанья
Соммакампанья (італ. Sommacampagna, вен. Somacanpagna) — муніципалітет в Італії, у регіоні Венето,  провінція Верона.
Соммакампанья розташована на відстані близько 420 км на північ від Рима, 120 км на захід від Венеції, 12 км на захід від Верони.
Населення — 14 846 осіб (2014).
Щорічний фестиваль відбувається 30 листопада. Покровитель — Андрій Первозваний.

## Демографія
Населення за роками:

Станом на 1 січня 2023 року в муніципалітеті офіційно проживало 1439 іноземців з 61 країни, серед них 628 громадян країн Євросоюзу та 7 громадян України.

## Сусідні муніципалітети
- Сона
- Валеджо-суль-Мінчіо
- Верона
- Віллафранка-ді-Верона